# Mo Hayder
Mo Hayder, författarnamn för Clare Dunkel, född 2 januari 1962 i Essex, England, död 27 juli 2021 i Bath, England, var en brittisk kriminalförfattare. Fram till sin död 2021 skrev hon sju romaner varav sex har översatts till svenska.
Innan Hayder slog igenom som författare livnärde hon sig på varierande tillfälliga arbeten, bland annat som bartender och säkerhetsvakt. Efter ett kort äktenskap flyttade Hayder till Asien. Där arbetade hon bland annat i Vietnam som lärare i engelska och i Tokyo, Japan, som nattklubbsvärdinna. Efter tiden i Asien flyttade hon vidare till USA för att studera filmteknik, främst leranimation. Hennes animerade filmer vann ett antal priser och gjorde Hayder känd hos oberoende filmskapare. Tillbaka i England doktorerade hon i kreativt skrivande vid Bath Universitet, en kurs som hon sedermera själv blev lärare för.
Hennes debutroman, Birdman (Fågelmannen), publicerades 1999 och är den roman hon är mest känd för. Romanen fick stort genomslag men mottogs dock inte positivt av alla läsare, somliga tyckte boken var för våldsam och extrem. Birdman innehåller mycket grovt och perverst våld vilket också har fortsatt förekomma i Hayders böcker, om än något nedtonat. Birdman presenterade kriminalkommissarie Jack Caffery vilken också återkommer i flertalet av Hayders böcker, dock inte samtliga. Uppföljaren till Birdman kom 2001 och heter The Treatment (Trädens tystnad), boken behandlar bland annat ämnet pedofili.
Hayders roman Tokyo blev när den kom 2004 mycket kritikerrosad. Den fick exempelvis kriminalromanspriset Silver Dagger Award. I vissa länder släpptes Tokyo' under namnet The Devil of Nankin.